# Heliocopris andersoni
Heliocopris andersoni är en skalbaggsart som beskrevs av Bates 1868. Heliocopris andersoni ingår i släktet Heliocopris och familjen bladhorningar. Inga underarter finns listade i Catalogue of Life.